# Nyírbéltek
Nyírbéltek är en ort i Ungern.   Den ligger i provinsen Szabolcs-Szatmár-Bereg, i den östra delen av landet, 230 km öster om huvudstaden Budapest. Nyírbéltek ligger 148 meter över havet och antalet invånare är 3 021.
Terrängen runt Nyírbéltek är mycket platt. Runt Nyírbéltek är det ganska glesbefolkat, med 34 invånare per kvadratkilometer. Närmaste större samhälle är Nyírbátor, 14,8 km norr om Nyírbéltek. Omgivningarna runt Nyírbéltek är en mosaik av jordbruksmark och naturlig växtlighet.